# Beerberg (Neugersdorf)
Der Beerberg (427 m) ist eine Kuppe auf dem Neugersdorfer Lössrücken in der Östlichen Oberlausitz. Er liegt im Ortsteil Neugersdorf der Stadt Ebersbach-Neugersdorf.

## Lage
Der Beerberg befindet sich im östlichen Stadtgebiet von Neugersdorf. Nordöstlich erhebt sich der Lerchenberg (467 m), südöstlich der Hetzwalder Berg (441 m), südwestlich der Hutungsberg (474 m), westlich der Butterberg (Vyhlídka, 453 m) und nordwestlich der Schlechteberg (485 m).
Der Berg ist Teil der Nordsee-Ostsee-Wasserscheide, die sich vom Hutungsberg nach Nordosten bis zum Lerchenberg hinzieht. Am nördlichen Fuße des Berges befindet sich die Neugersdorfer Spreequelle; westlich des Beerberges fließt das überbaute Rinnsal in der Langen Wiese, das über den Mühlgraben bei Spreedorf in die Spree mündet. Im Osten fällt der Berg zum Tal des Mandau-Zuflusses Leutersdorfer Wasser ab, das auch das am südlichen Fuß entspringende Rinnsal aus der Kranichpfütze aufnimmt.
Umgeben wird der Beerberg im Osten von Hetzwalde und im Süden von Neuwalde.

## Beschreibung
Die Kuppe befindet sich am Rande der städtischen Besiedlung von Neugersdorf zwischen der Wilhelm-Busch-Straße, Neueibauer Straße, Weberstraße, Leutersdorfer Straße, Am Beerberg und der Haydnstraße. Auf dem Beerberg steht die Gaststätte „Zur Alten Jugendherberge“, an seinem südlichen Fuß liegt die Kleingartenanlage „Kranichpfütze“.

## Geschichte
Während der hochmittelalterlichen Ostkolonisation wurde in dem kleinen Quertal am nordwestlichen Fuß des Berges das Waldhufendorf Gersdorf (Gherardesdorpp) gegründet, dessen Hof bei der Lampelburg nahe dem Blattbinderteich vermutet wird. Nachdem Gersdorf 1429 durch die Hussiten zerstört worden war, bewaldeten die Hufen des wüsten Dorfes wieder – es entstand der Gersdorfer Wald. 1588 erfolgte eine Teilung des Gersdorfer Waldes entlang des Quertales, wobei der am Hutungsberghang gelegene südliche Teil an die Herrschaft Rumburg gelangte. Den nördlichen und östlichen Teil des Waldes erwarb 1597 der Rat zu Zittau. 1662 ließ der Rat zu Zittau westlich des Beerberges die Exulantensiedlung Alt-Gersdorf anlegen, die sich L-förmig am Hutungsberghang und dem Quertal des Mühlgrabens erstreckte. Im 18. Jahrhundert erreichte die Altgersdorfer Besiedlung auch den zwischen dem Beerberg und Altgersdorf gelegenen Grund Lange Wiese.
Der Beerberg selbst und der sich nördlich anschließende Rücken Kuhzahl waren bis zum Sturm am 5. und 6. Januar 1805 noch mit Schwarzwald bestanden. Im Zuge der Beseitigung der Sturmschäden ließ der Zittauer Rat vom Kuhzahl über den Beerberg bis zum Dreiecker Laubwald anpflanzen. Die am Südfuß der Kuppe gelegene Kranichpfütze diente als Pferdetränke.
Im Frühjahr 1837 ließ der Zittauer Rat den Wald am Beerberg roden und am Hang 37 Baustellen anlegen. Der Beerberg wurde damit zu einem Aussichtspunkt. 1837 legte der Altgersdorfer Häusler und Steinbrecher auf dem Beerberg einen Basaltsteinbruch an, das Steinbruchsgelände kaufte er für 175 Taler vom Zittauer Rat. Auf dem Beerberggipfel wurde 1847 eine Windmühle errichtet. Bis zum Ende des 19. Jahrhunderts wurde der Beerberg gänzlich umbaut. Um 1900 erfolgte der Abbruch der Windmühle. 1928 wurde auf der Kuppe eine Jugendherberge errichtet. Die ehemalige Jugendherberge wird heute gastwirtschaftlich genutzt.

## Name
Der Name des Berges leitet sich nach einer Legende von dort lebenden Bären her, wahrscheinlicher ist die Namensgebung von den früher auf der Kuppe reichlich vorkommenden Walderdbeeren.